# ケヴィン・マクドナルド (映画監督)
ケヴィン・マクドナルド（Kevin Macdonald, 1967年10月28日 - ）は、スコットランドのグラスゴー出身の映画監督・ドキュメンタリー作家。

## 略歴
祖父は映画作家のエメリック・プレスバーガー、兄のアンドリューはプロデューサー。
祖父の足跡を辿ったドキュメンタリー番組『The Making of an Englishman』をチャンネル4で制作。その後、ハワード・ホークスやドナルド・キャメルのドキュメンタリーも制作した。1999年、ミュンヘンオリンピック事件を扱ったドキュメンタリー『［ブラック・セプテンバー］ミュンヘン・テロ事件の真実』でアカデミー長編ドキュメンタリー映画賞を受賞。2003年制作の『運命を分けたザイル』では、アンデスで遭難した二人の登山家の体験を、本人達の証言と再現映像で蘇らせて英国アカデミー賞を受賞。
2006年、イディ・アミンを描いた『ラストキング・オブ・スコットランド』で、主演のフォレスト・ウィテカーにアカデミー主演男優賞をもたらした。
2008年にはラッセル・クロウ、レイチェル・マクアダムス主演のスリラー『消されたヘッドライン』を監督。

## 作品

### ドキュメンタリー
- ［ブラック・セプテンバー］ミュンヘン・テロ事件の真実 One Day in September (1999)
- 運命を分けたザイル Touching the Void (2003)
- ボブ・マーリー/ルーツ・オブ・レジェンド Marley (2012)
- 空のハシゴ　ツァイ・グオチャンの夜空のアート Sky Ladder：Art of Cai Guo-Qiang (2016)
- ホイットニー 〜オールウェイズ・ラヴ・ユー〜 Whitney (2018)

### 映画
- ラストキング・オブ・スコットランド The Last King of Scotland (2006)
- 敵こそ、我が友 ～戦犯クラウス・バルビーの3つの人生～ Mon Meilleur Ennemi (2007)
- 消されたヘッドライン State of Play (2009)
- 第九軍団のワシ The Eagle (2011)
- LIFE IN A DAY 地球上のある一日の物語 Life in a Day (2011)
- わたしは生きていける How I Live Now (2013)
- ブラック・シー Black Sea (2014)
- モーリタニアン 黒塗りの記録 The Mauritanian (2021)